# National Press Club
Le National Press Club est l'une des organisations professionnelles mondiales majeures pour journalistes. Elle est située à Washington. Ses membres sont constitués de journalistes, d'anciens journalistes, d'officiers de renseignement gouvernementaux, et de l'ensemble des personnes considérées comme des sources d'informations régulières.
Des journalistes français ont créé l'équivalent français, le Press Club de France